# 2.0 (فلم)
2.0 أو (روبوت 2.0) هو فيلم هندي قادم من إخراج (س. شانكار) وبطولة إيمي جاكسون والممثل راجنيكانث والنجم أكشاي كومار، هذا العمل هو تكملة للفيلم الناجح الذي صدر عام 2010 إنتيران المعروف ب(روبوت)، الذي قام بدور البطولة فيه راجنيكانث إلى جانب الممثلة أيشواريا راي.
هذا الجزء (2.0) متوفر بتقنة شكل ثلاثي الأبعاد ويتوفر على ثلات لهجات هندية هي الهندية والتيلوغوية والتاميلية، وقد كلف هذا الفيلم حوالي 4 بيلون ₹.

## وصلات خارجية
- مقالات تستعمل روابط فنية بلا صلة مع ويكي بيانات

لا توجد روابط لمواقع التواصل الاجتماعي.